# Harley Quin
Harley Quin Agatha Christie novelláinak egyik visszatérő szereplője.
Első ízben a Találkozás Mr. Quinnel (1924) című novellában jelent meg. Mr. Quin mellett ebben a történetben – és minden egyéb Quinről szóló novellában – Mr. Satterthwaite is szerepel. Harley Quin elejtett megjegyzései hozzásegítik Mr. Satterthwaite-et a gyilkossági ügyek megoldásához azzal, hogy eszébe juttatnak olyan információkat, amelyeket már korábban is tudott.
Harley Quin szerepét Stewart Rome alakította abban az 1928-as némafilmben, amely a Találkozás Mr. Quinnel című novella alapján készült. Ez volt az első megfilmesített Agatha Christie-novella.
Harley Quin alakja a következő novellákban szerepel:
- Árnykép az üvegen (1930)
- A Csörgősipka és bohócjelmez fogadóban (1925)
- Az égi jel (1925)
- A férfi a tengerről (1930)
- A halott Harlequin (1930)
- Hang a sötétben (1926)
- Harlequin ösvénye (1927)
- A harlekin teáskészlet (1971)
- Helen arca (1930)
- A krupié lelke (1926)
- A szerelmi nyomozók (1926)
- Találkozás Mr. Quinnel (1924)
- A törött szárnyú madár (1930)
- A világ vége (1926)